# Cirrhilabrus lineatus
Cirrhilabrus lineatus is een  straalvinnige vissensoort uit de familie van de lipvissen (Labridae). De wetenschappelijke naam van de soort werd in 1982 gepubliceerd door Randall & Lubbock.
De soort staat op de Rode Lijst van de IUCN als niet bedreigd, beoordelingsjaar 2009.

## Beschrijving
Cirrhilabrus lineatus heeft horizontale blauwe en paarse lijnen over het lichaam. Deze starten bij de kop en lopen door tot aan de staart. De vinnen van de vis zijn geel tot oranje gekleurd. Hij kan zo'n 12 cm lang worden.

## Verspreiding
De lipvis komt voor nabij de koraalriffen van Australië en Nieuw-Caledonië. Hij leeft op dieptes tussen de 20 tot 55 meter.

## Hobby
Cirrhilabrus lineatus wordt ook in de aquariumhobby gehouden. De soort is populair vanwege de heldere kleuren.